# Liste des sucos du Timor oriental
Cette liste des sucos du Timor oriental répertorie les 452 sucos de ce pays. Le suco est la plus petite unité administrative du Timor oriental et relève des postes administratifs des municipalités.
| - Aileu (municipalité) - Poste administratif de Aileu - Suco Aisirimou - Suco Bandudatu - Suco Fahiria - Suco Fatubosa - Suco Hoholau - Suco Lahae - Suco Lausi - Suco Liurai - Suco Malere - Suco Saboria - Suco Seloi Kraik - Poste administratif de Laulara - Suco Fatisi - Suco Kotolau - Suco Madabeno - Suco Talitu - Suco Tohumeta - Poste administratif de Liquidoe - Suco Acubilitoho - Suco Bereleu - Suco Betulau - Suco Fahisoi - Suco Fautrilau - Suco Manukasa - Suco Namleso - Poste administratif de Remexio - Suco Acumau - Suco Fadabloko - Suco Fahisoi - Suco Faturasa - Suco Hautuho - Suco Liurai - Suco Maumeta - Suco Tulatakeu - Ainaro (municipalité) - Poste administratif de Ainaro - Suco Ainaro - Suco Cassa - Suco Manutassi - Suco Mau-Nunu - Suco Mau-Ulo - Suco Soro - Suco Suro-Craic - Poste administratif de Hatu Builico - Suco Mulo - Suco Mauchiga - Suco Nunu Mogue - Poste administratif de Hatu Udo - Suco Beikala - Suco Leolima - Poste administratif de Maubisse - Suco Aituto - Suco Edi - Suco Fatubessi - Suco Horiauic - Suco Liurai - Suco Manelobas - Suco Manetu - Suco Maubisse - Suco Maulau - Baucau - Poste administratif de Baguia - Suco Afaloicai - Suco Alaua-Craik - Suco Alaua-Leten - Suco Defa-Uassi - Suco Hae-Coni - Suco Larisula - Suco Lavateri - Suco Osso-Huna - Suco Samalari - Suco Uacala - Poste administratif de Baucau - Suco Bahú - Suco Bucoli - Suco Buibau - Suco Buruma - Suco Caibada Uaimua - Suco Samalari - Suco Seiçal - Suco Tirilolo - Suco Triloka - Suco Gariuai - Suco Uailili - Poste administratif de Laga - Suco Atelari - Suco Libagua - Suco Nunira - Suco Saelari - Suco Sagadate - Suco Samalari - Suco Soba - Suco Tequinaumata - Poste administratif de Quelicai - Suco Abafala - Suco Abo - Suco Afaçá - Suco Baguia - Suco Bualale - Suco Guruça - Suco Lacoliu - Suco Laisorulai de baixo - Suco Laisorulai de cima - Suco Lelalai - Suco Letemumo - Suco Macalaco - Suco Maluro - Suco Namanei - Suco Uaitame - Poste administratif de Vemasse - Suco Caicua - Suco Loilubo - Suco Ossoala - Suco Ostico - Suco Uaigae - Suco Uatu-Lari - Suco Vemasse - Poste administratif de Venilale - Suco Bado-Ho’o - Suco Bahamori - Suco Fatulia - Suco Uailaha - Suco Uai-Oli - Suco Uatu-Haco - Suco Uma-Anaico - Suco Uma Analu - Bobonaro - Poste administratif de Atabae - Suco Aidabaleten - Suco Atabai - Suco Rairobo - Suco Hataz - Poste administratif de Balibo - Suco Balibo Kota - Suco Batugade - Suco Cová - Suco Leohitu - Suco Leolima - Suco Sanirin - Poste administratif de Bobonaro - Suco Ai-Assa - Suco Atu Aben - Suco Bobonaro - Suco Carabau - Suco Colimau - Suco Cota Bo’ot - Suco Ilatalaun - Suco Leber - Suco Lour - Suco Lourba - Suco Maliubu - Suco Malilait - Suco Molop - Suco Oe-Leu - Suco Sibuni - Suco Soi Leco - Suco Tapo - Suco Tebabui - Poste administratif de Cailaco - Suco Atudara - Suco Daudo - Suco Goulolo - Suco Guenolai - Suco Manapa - Suco Miligo - Suco Purogoa - Suco Raiheu - Poste administratif de Lolotoe - Suco Deudet - Suco Gildapil - Suco Guda - Suco Lebos - Suco Lontas - Suco Lupai - Suco Opa - Poste administratif de Maliana - Suco Holsa - Suco Lahomea - Suco Odamau - Suco Rai Fun - Suco Ritabou - Suco Saburai - Suco Tapo Memo | - Cova Lima - Poste administratif de Fatululik - Suco Fatululik - Suco Taroman - Poste administratif de Fatumean - Suco Beluluik Leten - Suco Fatumean - Suco Nanu - Poste administratif de Fohoren - Suco Dato Rua - Suco Dato Tolu - Suco Fohoren - Suco Lactos - Poste administratif de Mape-Zumalai - Suco Beco II - Suco Fatuleto - Suco Lepo - Suco Lour - Suco Mape - Suco Raimera - Suco Ucecai - Suco Zulo - Poste administratif de Maucatar - Suco Belecasac - Suco Holpilat - Suco Matai - Suco Ogues - Poste administratif de Suai - Suco Beco I - Suco Debus - Suco Labarat - Suco Kamenasa - Suco Suai - Poste administratif de Tilomar - Suco Foholulik - Suco Lalawa - Suco Maudemu - Dili - Poste administratif de Atauro - Suco Beloi - Suco Biqueli - Suco Macadade - Suco Maquili - Suco Vila - Poste administratif de Christo Rei - Suco Akadiru-Hun - Suco Balibar - Suco Becora - Suco Bemori - Suco Hera - Suco Kamea - Suco Kulu Hun - Poste administratif de Dom Aleixo - Suco Bairo Pite - Suco Colmera - Suco Comoro - Suco Fatuhada - Suco Kampung Alor - Suco Motael - Suco Vila Verde - Poste administratif de Metinaro - Suco Sabuli - Suco Duyung - Poste administratif de Nain Feto - Suco Bairo Central - Suco Bairo dos Grilhos - Suco Bairo Formosa - Suco Bidau Lecidere - Suco Bidau Santana - Suco Meti Aut - Poste administratif de Vera Cruz - Suco Caicoli - Suco Dare - Suco Lahane Ocidental - Suco Lahane Oriental - Suco Mascarinhas - Suco Santa Cruz - Ermera - Poste administratif de Atsabe - Suco Atara - Suco Baboe Kraik - Suco Baboe Leten - Suco Batu Manu - Suco Laklo - Suco Lasaun - Suco Laubonu - Suco Leimea Leten - Suco Malabe - Suco Obulo - Suco Paramin - Suco Tiarlelo - Poste administratif de Ermera - Suco Estado - Suco Humboe - Suco Lauala - Suco Liguimea - Suco Mertutu - Suco Poetete - Suco Ponilala - Suco Raimerhei - Suco Riheu - Suco Talimoro - Poste administratif de Hatulia - Suco Ailelo - Suco Asulau/Sare - Suco Fatubalu - Suco Fatubessi - Suco Hatulia - Suco Kailete Leotela - Suco Leimea Kraik - Suco Leimea Sarinbala - Suco Lisabat - Suco Manusea - Suco Mauabu - Suco Samara - Suco Uruhau - Poste administratif de Letefoho - Suco Dukurai - Suco Eraulo - Suco Goulolo - Suco Hatugau - Suco Katrai Kraik - Suco Katrai Leten - Suco Lauana - Suco Letefoho - Poste administratif de Railaco - Suco Fatuquero - Suco Lihu - Suco Matata - Suco Oeleso - Suco Railaco Kraik - Suco Railako Leten - Suco Samaleten - Suco Taraso - Suco Tokoluli - Lautém - Poste administratif de Iliomar - Suco Iliomar I - Suco Iliomar II - Suco Ailebere - Suco Fuat - Suco Cainliu - Suco Tirilolo - Poste administratif de Lautém - Suco Baduro - Suco Com - Suco Daudere - Suco Eukisi - Suco Ililai - Suco Maina I - Suco Maina II - Suco Pairara - Suco Parlamento - Suco Serelau - Poste administratif de Lospalos - Suco Bauro - Suco Cacaven - Suco Fuiloro - Suco Home - Suco Leuro - Suco Loré I - Suco Loré II - Suco Muapitine - Suco Raça - Suco Souro - Poste administratif de Luro - Suco Afabubu - Suco Baricafa - Suco Cotamuto - Suco Lakawa - Suco Luro - Suco Wairoke - Poste administratif de Tutuala - Suco Mehara - Suco Tutuala | - Liquiçá (municipalité) - Poste administratif de Bazartete - Suco Fahilebo - Suco Fatumasi - Suco Lauhata - Suco Leorema - Suco Maumeta - Suco Metagou - Suco Motaulun - Suco Tibar - Suco Ulmera - Poste administratif de Liquiçá - Suco Asumano - Suco Darulete - Suco Dato - Suco Hatukesi - Suco Leotela - Suco Loidahar - Suco Lukulai - Poste administratif de Maubara - Suco Guguleur - Suco Guico - Suco Lisadilia - Suco Maubaralisa - Suco Vatuboro - Suco Vatuvou - Suco Vaviquinia - Manatuto (municipalité) - Poste administratif de Barique/Natarbora - Suco Aubeon - Suco Barique - Suco Fatuwaqui - Suco Manehat - Suco Umaboku - Poste administratif de Laclo - Suco Hohorai - Suco Laku Mesak - Suco Umakaduak - Suco Umanaruk - Poste administratif de Laclubar - Suco Batara - Suco Fatumakerek - Suco Funar - Suco Manelima - Suco Orlalan - Suco Sananain - Poste administratif de Laleia - Suco Cairui - Suco Hatularan - Suco Lifau - Poste administratif de Manatuto - Suco Ailili - Suco Aiteas - Suco Cribas - Suco Iliheu - Suco Maabat - Suco Sau - Poste administratif de Soibada - Suco Fatumakerek - Suco Leohat - Suco Manlala - Suco Maunfahe - Suco Samoro - Manufahi - Poste administratif de Alas - Suco Aituha - Suco Dotik - Suco Malagidan - Suco Taitudal - Suco Uma Berloik - Poste administratif de Fatuberliu - Suco Bubususu - Suco Fatukahi - Suco Kaikasa - Suco Klakuk - Suco Talinehar - Poste administratif de Same - Suco Babulu - Suco Betano - Suco Daisula - Suco Gratu - Suco Holarua - Suco Letefoho - Suco Rotutu - Suco Tutuluro - Poste administratif de Turiscai - Suco Aitenua - Suco Beremana - Suco Fatukalo - Suco Kaimauk - Suco Foholau - Suco Lesuata - Suco Liurai - Suco Manumera - Suco Matorek - Suco Mindelo - Suco Orana - Oecussi-Ambeno - Poste administratif de Nitibe - Suco Banafi - Suco Bebe Ufe - Suco Lela Ufe - Suco Suni Ufe - Suco Usi Taco - Poste administratif de Oesilo - Suco Bobometo - Suco Usitakeno - Suco Usitasae - Poste administratif de Pante Macassar - Suco Bobocasae - Suco Costa - Suco Cunha - Suco Lalisuk - Suco Lifau - Suco Naimeco - Suco Nipane - Suco Taiboco - Poste administratif de Passabe - Suco Abani - Suco Malelat - Viqueque - Poste administratif de Lacluta - Suco Ahic - Suco Dilor - Suco Laline - Suco Uma Tolu - Poste administratif de Ossu - Suco Builale - Suco Liaruca - Suco Loi-Huno - Suco Nahareca - Suco Ossorua - Suco Ossu de Cima - Suco Uabubo - Suco Uaguia - Suco Uaibobo - Poste administratif de Viqueque - Suco Bahalarauain - Suco Bibileo - Suco Caraubalu - Suco Fatu Dere - Suco Luca - Suco Maluru - Suco Uaimori - Suco Uma Qui’ic - Suco Uma Uain Craic - Suco Uma Uain Leten - Poste administratif de Watu-Carbau - Suco Afaloicai - Suco Bahatata - Suco Irabin de baixo - Suco Irabin de cima - Suco Loi - Ulu - Suco Uani Uma - Poste administratif de Watu-Lari - Suco Afaloicai - Suco Babulo - Suco Macadique - Suco Matohoi - Suco Uaitame - Suco Vessoru |